# Marcusenius macrolepidotus
Marcusenius macrolepidotus es una especie de pez elefante eléctrico en la familia Mormyridae presente en la cuenca del Río Zambezi y el Río Buzi. Es nativa de la Malaui, Mozambique, Zambia y Zimbabue; puede alcanzar un tamaño aproximado de 320 mm.
Respecto al estado de conservación, se puede indicar que de acuerdo a la IUCN, esta especie puede catalogarse en la categoría «preocupación menor (LC)».